# Pyrgospira tampaensis
Pyrgospira tampaensis är en snäckart som först beskrevs av Bartsch och Alfred Rehder 1939.  Pyrgospira tampaensis ingår i släktet Pyrgospira och familjen Turridae. Inga underarter finns listade i Catalogue of Life.